# Ctenophorus rubens
Ctenophorus rubens — вид ігуаноподібних ящірок родини агамових (Agamidae). Ендемік Австралії.

## Поширення й екологія
Ctenophorus rubens мешкають у районі затоки Ексмут у Західній Австралії та у прилеглих внутрішніх районах, а також в околицях Гамелін-Пула. Вони живуть на відкритих піщаних рівнинах, порослих чагарниками і спініфексом.